# Літченджілі (нафтогазоконденсатне родовище)
Літченджілі (Litchendjili) — офшорне нафтогазоконденсатне родовище біля узбережжя Конго, в районі з глибинами океану 40 метрів. Поклади вуглеводнів виявлено у підсольових відкладеннях, так само як і в сусідніх родовищах Нене Маріне та Мінсала Маріне.

## Загальний опис
Відкриття родовища відбулось ще у 20 столітті, проте тривалий період воно не вводилось в розробку через відсутність у Конго споживачів та недостатність запасів для спорудження заводу із виробництва зрідженого природного газу. В середині 2010-х нарешті вирішили приступити до розробки Літченджілі, яке мало стати постачальником ресурсу для теплоелектростанції Djeno, розташованої на південь від Пуент-Нуар. Сюди має постачатись біля 2 млн.м3 газу на добу.
Облаштування родовища, введеного в експлуатацію в 2015 році, включає дистанційно керовану платформу, яка обслуговує 6 свердловин. На ній відсутні потужності з підготовки, і видобуті вуглеводні транспортуються мультифазним трубопроводом до берегової установки.
На початку 2000-х років запаси Літченджілі оцінювались у розмірі до 23 млрд.м3 газу та від 1,2 до 6 млн т конденсату (в останньому випадку розбіжність залежала перш за все від того, чи буде здійснюватись процес ресайклінгу газу для підвищення вилучення рідких вуглеводнів).